# Rhodohypoxis baurii
Rhodohypoxis baurii là một loài thực vật có hoa trong họ Hypoxidaceae. Loài này được (Baker) Nel miêu tả khoa học đầu tiên năm 1914.

## Hình ảnh

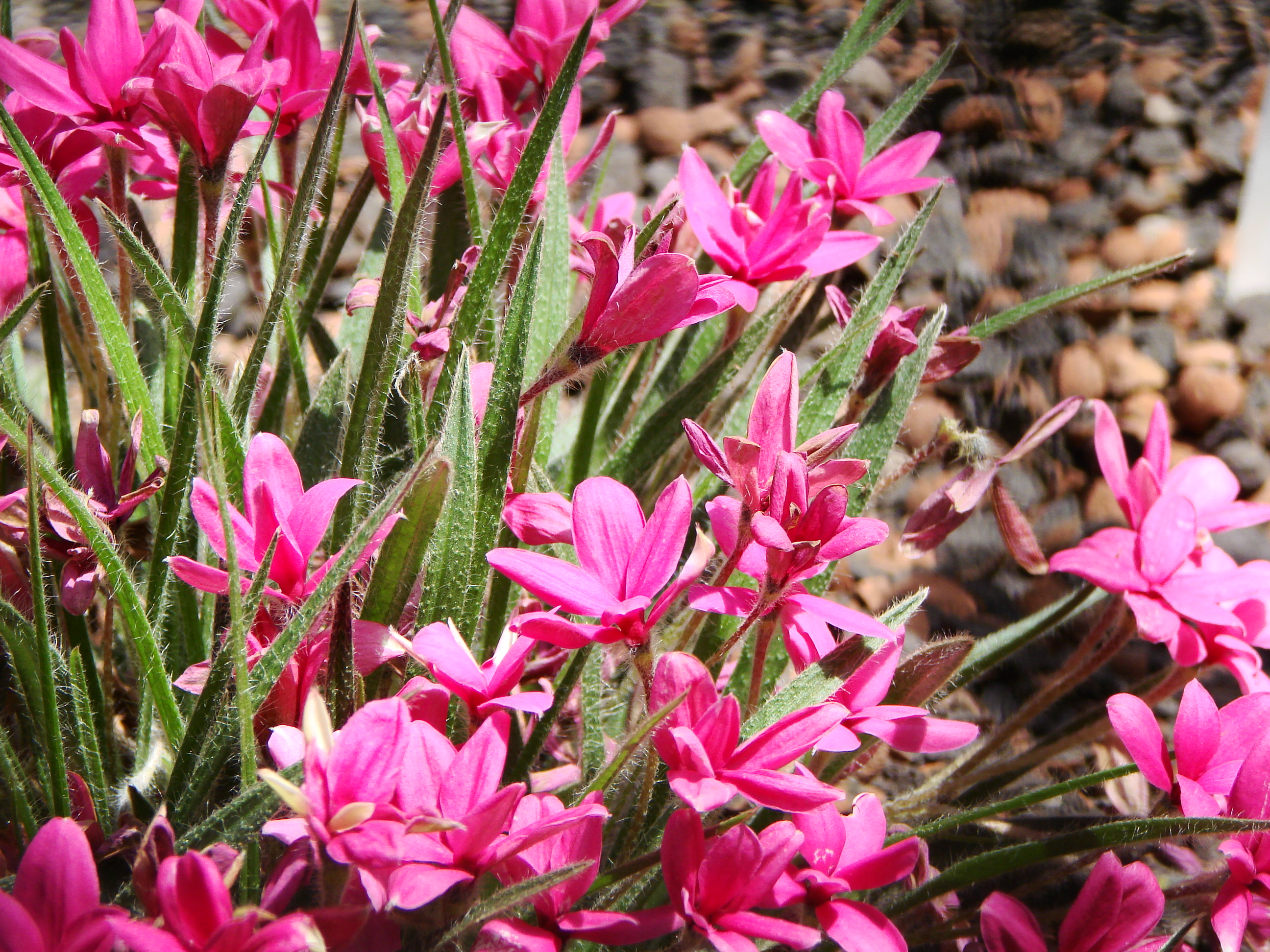
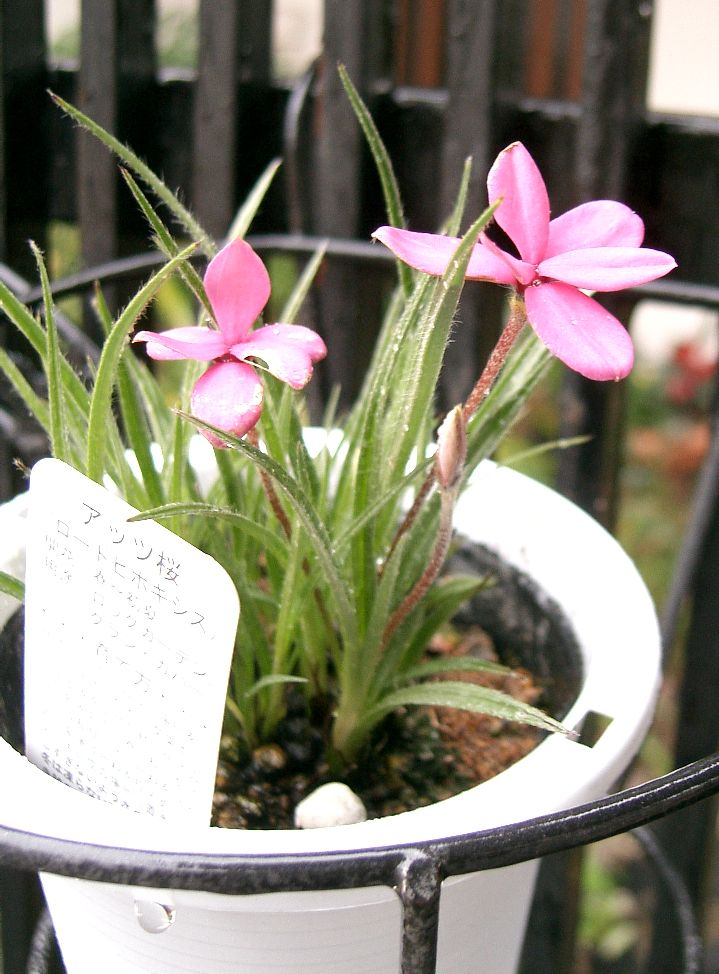
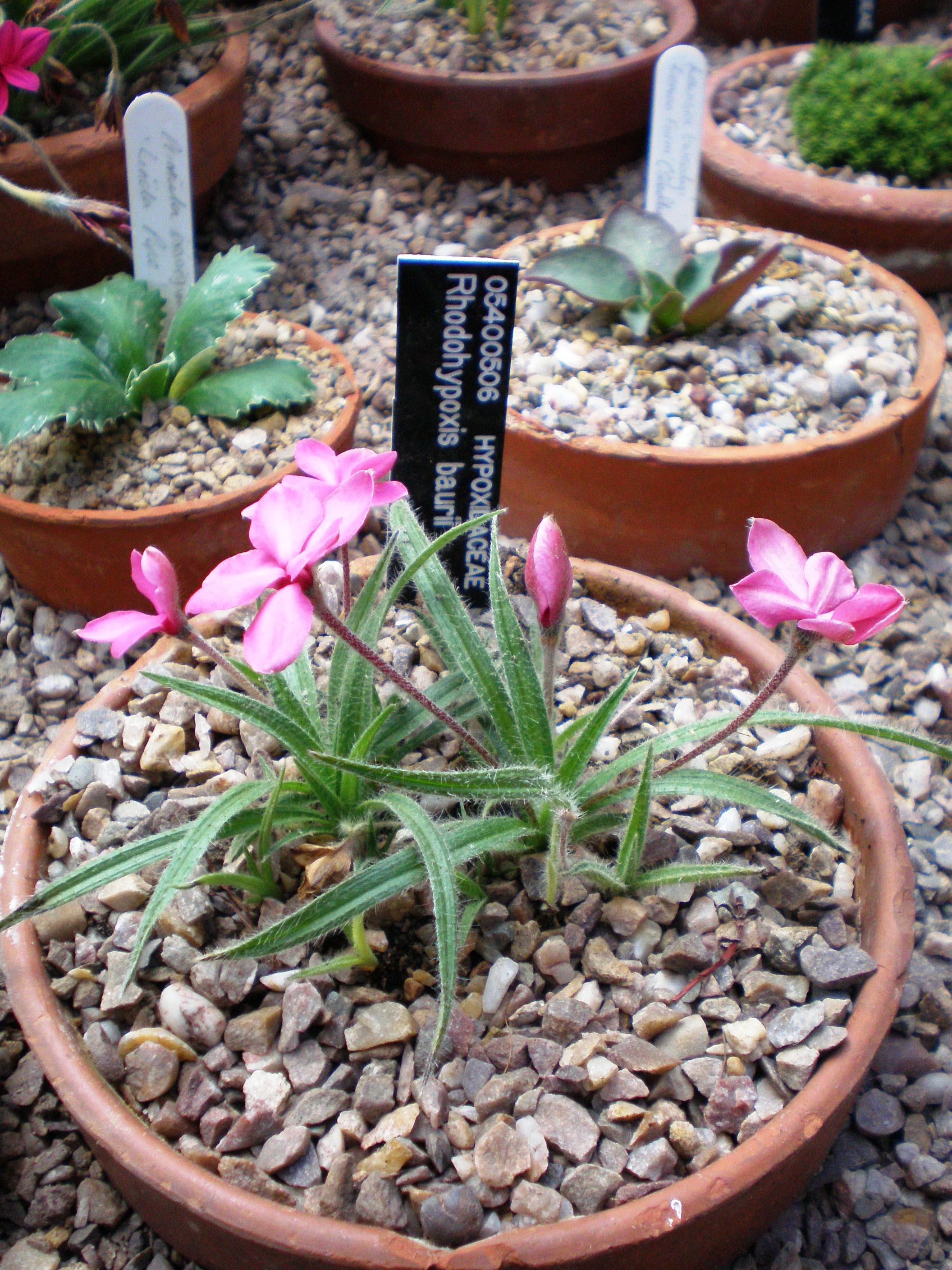
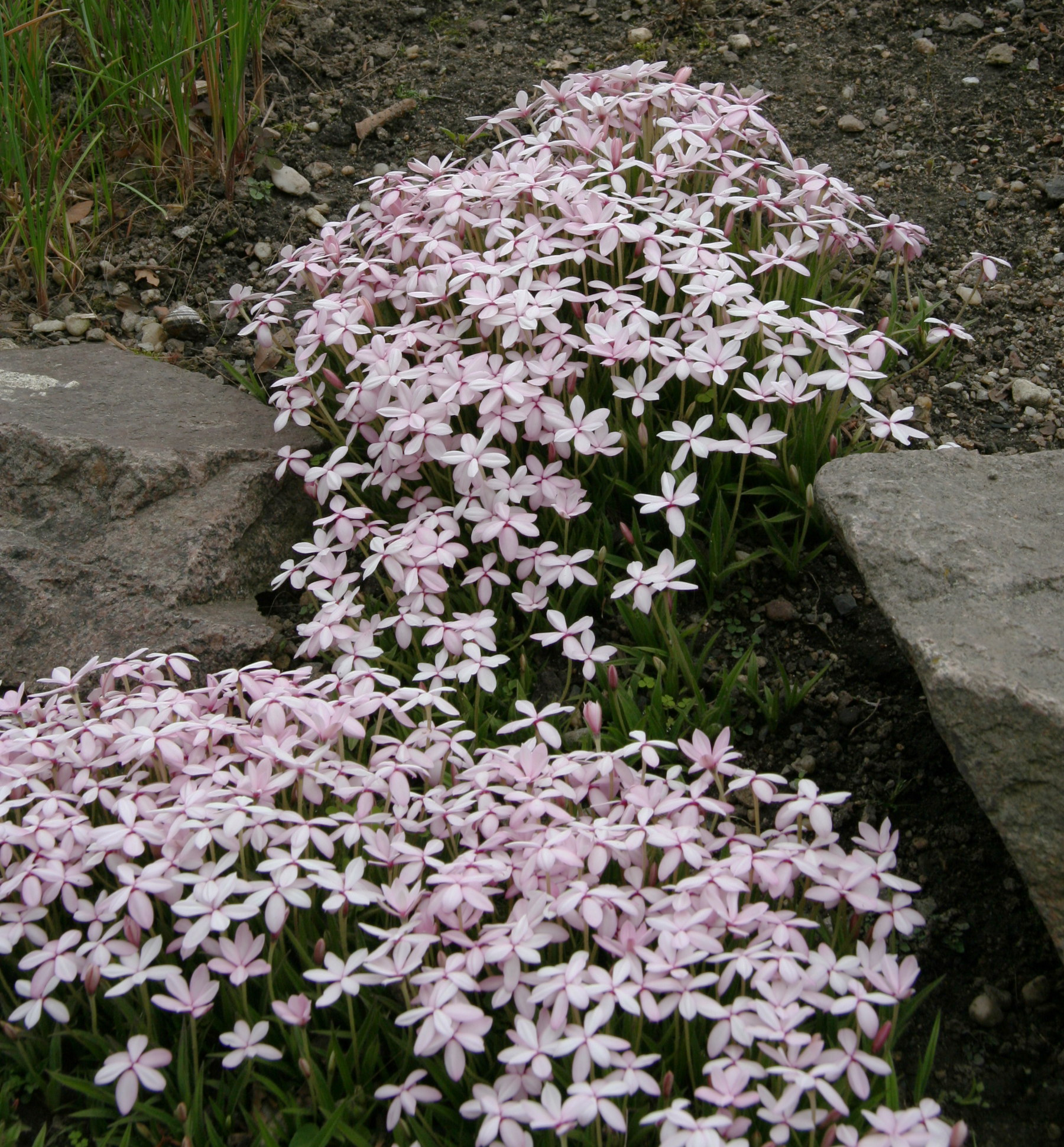